# Maciuny (rejon wileński)
Maciuny (lit. Maciūnai) – kolonia na Litwie, w okręgu wileńskim, w rejonie wileńskim, w gminie Sużany.

## Historia
W XIX i w początkach XX w. położone były w Rosji, w guberni wileńskiej, w powiecie wileńskim. Po I wojnie światowej pod administracją polską, w Zarządzie Cywilnym Ziem Wschodnich. W latach 1920–1922 w składzie Litwy Środkowej.
Od 11 kwietnia 1922 leżały w Polsce, w województwie wileńskim, w powiecie wileńsko-trockim, w gminie Niemenczyn. W 1931 miejscowość liczyła 26 mieszkańców, zamieszkałych w 6 budynkach.
Po II wojnie światowej znalazła się w granicach Związku Sowieckiego, a po jego rozpadzie w granicach niepodległej Litwy.